# Irmãs Salesianas dos Sagrados Corações
As Irmãs Salesianas dos Sagrados Corações são um instituto religioso feminino de direito pontifício.

## História
A congregação foi fundada pelo padre Filippo Smaldone (1848-1923): em 1876, em Nápoles, ingressou numa congregação para a educação e ensino do catecismo aos surdos e mudos, fundada por Luigi Ajello em 1853 e nomeada em homenagem a São Francisco de Sales; Smaldone foi posteriormente enviado para dirigir a escola de Molfetta, dependente da congregação napolitana, e em 1885 abriu um instituto para surdos e mudos em Lecce.
Para a gestão da escola, o padre pensou em fundar uma nova congregação de freiras e no dia 25 de março de 1885 foi celebrada a investidura das três primeiras religiosas que tomaram o nome de Salesianas dos Sagrados Corações. Em 27 de janeiro de 1895, Salvatore Luigi Zola, bispo de Lecce, promulgou o decreto de ereção do instituto e aprova suas constituições e no dia 29 de janeiro seguinte, festa de São Francisco de Sales, recebeu a primeira profissão dos votos das freiras.
Em 18 de dezembro de 1912 o instituto foi agregado à Ordem dos Frades Menores: obteve o decreto pontifício de louvor em 30 de novembro de 1915 e as suas constituições foram aprovadas definitivamente pela Santa Sé em 21 de junho de 1925.
O fundador foi beatificado pelo Papa João Paulo II em 1994 e canonizado pelo Papa Bento XVI em 2006.

## Atividades e difusão
As Salesianas dos Sagrados Corações dedicam-se à instrução e à educação cristã dos jovens, especialmente dos surdos, mudos e outras pessoas com deficiência.
Além da Itália, estão presentes no Benin, Brasil, Filipinas, Indonésia, Paraguai, Polônia, Ruanda, Tanzânia; a sede geral fica em Roma.
Em 31 de dezembro de 2005, o instituto contava com 398 religiosas em 40 casas.